# Kirjat ha-Muze’onim
Kirjat ha-Muze’onim (hebr. מוזיאון קרית) – osiedle „nie-mieszkaniowe” w  Tel Awiwie w Izraelu, znajdujące się na terenie Dzielnicy Pierwszej.

## Położenie

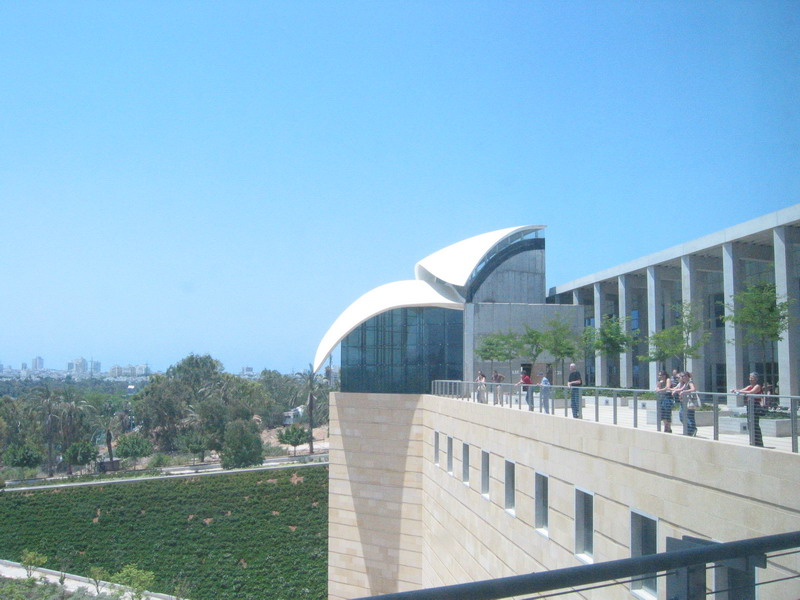
Centrum Icchaka Rabina

Osiedle leży na nadmorskiej równinie Szaron, nad Morzem Śródziemnym. Jest położone w północnej części aglomeracji miejskiej Tel Awiwu, na północ od rzeki Jarkon. Północną granicę osiedla wyznaczają ulice Haim Levanon i Dr George Wise, za którymi znajduje się osiedle Ramat Awiw oraz Kampus Uniwersytetu Telawiwskiego. Wschodnią granicę wyznacza autostrada Ayalon oraz linia kolejowa, za którymi znajdują się osiedla Ma’oz Awiw i Hadar Josef. Południową granicę stanowi ulica Rokah, za którą rozciąga się Park ha-Jarkon i rzeka Jarkon. Zachodnią granicę zamyka droga ekspresowa nr 2, za którą znajduje się osiedle Kochaw ha-Cafon.

## Środowisko naturalne
Osiedle powstało na nadmorskich wydmach i nieużytkach rolniczych, położonych na północ od zabudowy miejskiej Tel Awiwu. Kampus zajmuje powierzchnię 0,69 km².

## Historia
Osiedle powstało w 1953, kiedy podjęto decyzję o utworzeniu Muzeum Ziemi Izraela na obrzeżu osiedla mieszkaniowego Ramat Awiw.

## Architektura
Obszar osiedla stanowi zespół ogrodów i parków, pośrodku których położone są kompleksy budynków muzealnych, bibliotek i instytutów naukowych. W środkowej części osiedla wznosi się wzgórze z Centrum Yitzhaka Rabina, z którego rozciąga się piękna panorama na Tel Awiw, Park HaYarkon i Kampus Uniwersytetu Telawiwskiego. Na wschód od tego wzgórza rozciąga się park Ganei HaTa'arucha z centrum wystawowym The Israel Trade Fairs & Convention Center.
Na południe od osiedla rozciąga się Park HaYarkon i rzeka Jarkon.

## Kultura

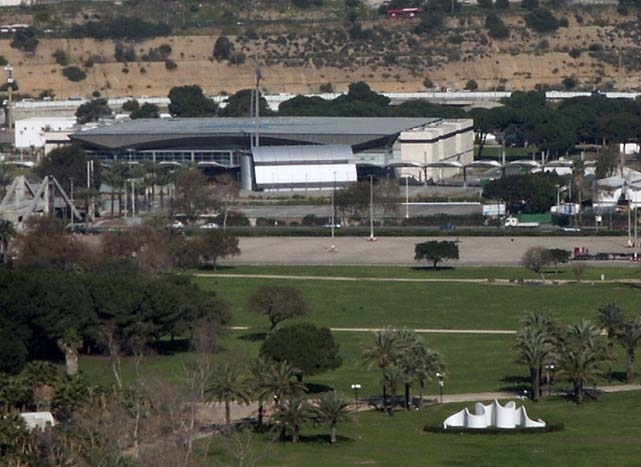
Centrum wystawowe The Israel Trade Fairs

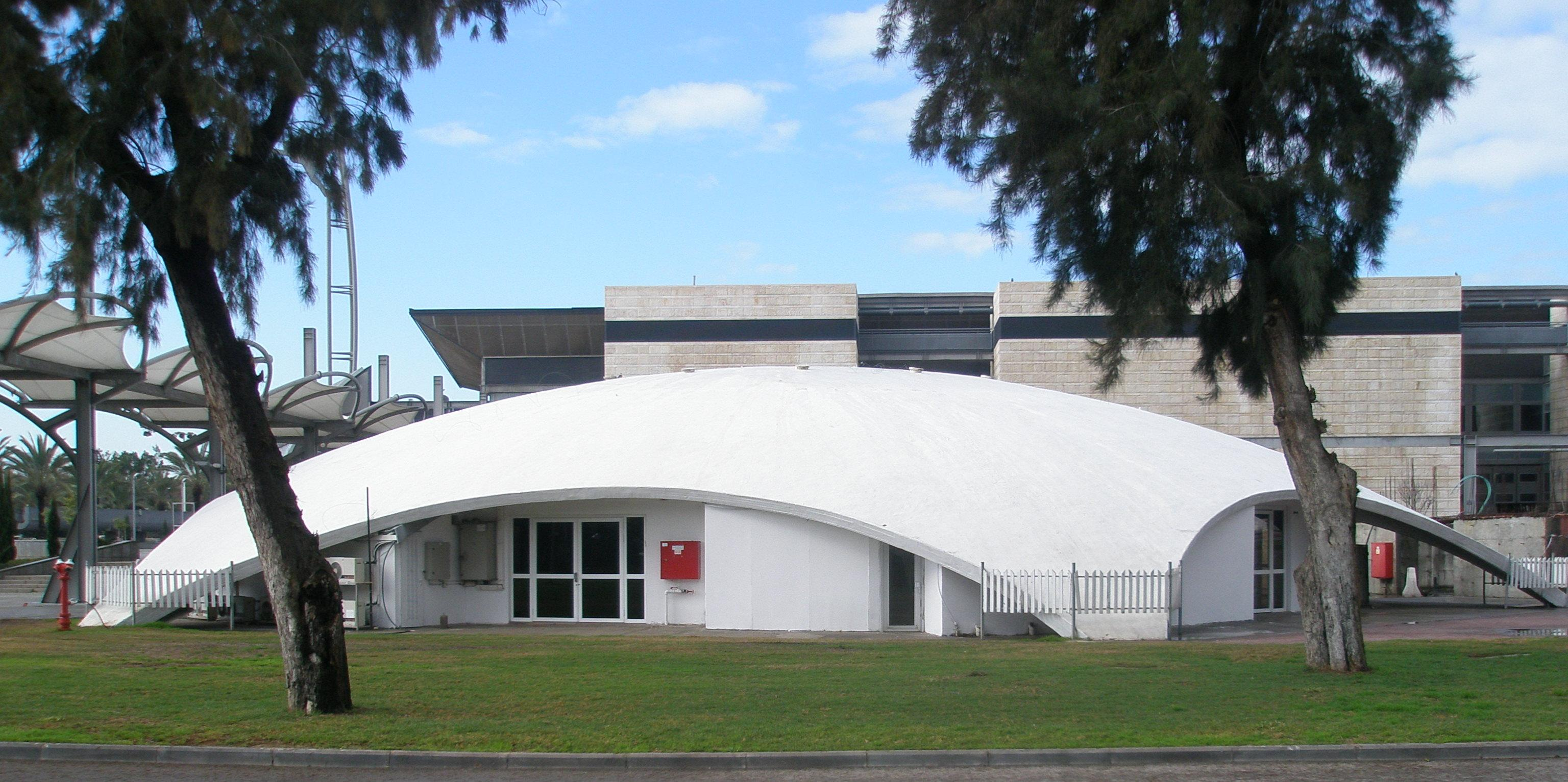
Centrum wystawowe The Israel Trade Fairs

W północno-wschodniej części osiedla jest zlokalizowane otwarte w 2000 Muzeum Palmach, w którym można zapoznać się z historią oddziałów Palmach. Tuż obok znajduje się rozległy kompleks Muzeum Ziemi Izraela.

## Edukacja i nauka
W południowej części osiedla znajduje się biblioteka oraz ośrodek badawczy Centrum Icchaka Rabina. Został on wybudowany dla uczczenia zamordowanego izraelskiego premiera Icchaka Rabina. Centrum jest położone na rozległym wzgórzu.

## Gospodarka
Ważnym obiektem życia gospodarczego jest centrum wystawiennicze Targi Izraela & Centrum Kongresowe. Zostało ono wybudowane w 1932 i obecnie jest odwiedzane przez 2 miliony gości rocznie. Na terenie centrum znajduje się dziesięć pawilonów wystawowych.

## Sport i rekreacja
W południowej części osiedla mieszczą się dwa kompleksy kortów tenisowych Maccabi Tsafon oraz Ha'Poel. Natomiast przy centrum wystawowym The Israel Trade Fairs & Convention Center znajduje się duży kompleks wesołego miasteczka Luna Park Tel Awiw. Jest to jedno z najbardziej popularnych wesołych miasteczek w Izraelu. Na powierzchni ponad 12 akrów terenów zielonych umieszczono liczne atrakcje dla dzieci. Pomiędzy drzewami eukaliptusowymi i palmami poprowadzono brukowane aleje, oraz utworzono miejsca piknikowe z licznymi barami szybkiej obsługi. Na tym terenie zgromadzono urządzenia rekreacyjne takie jak karuzele, kolejki górskie, diabelski młyn, beczka śmiechu, zjeżdżalnie, huśtawki, strzelnice, trampolina, symulatory ruchu, pałac strachów i  inne obiekty służące rozrywce.

## Transport
Z osiedla wyjeżdża się ulicą Haim Levanon, którą jadąc na zachód dojeżdża się do drogi ekspresowej nr 2  (Tel Awiw-Netanja-Hajfa). Można z niej zjechać na wschód, na ulicę Rokah, którą jadąc wzdłuż rzeki Jordan dojeżdża się do autostrady nr 20  (Ayalon Highway). Do autostrady można również dojechać jadąc ulicą Haim Levanon na północ, a następnie ulicą Keren Kayemet Le'Israel na wschód.
W północnej części osiedla znajduje się dworzec autobusowy. Przy osiedlu znajduje się także stacja kolejowa Tel Awiw Uniwersytet obsługiwana przez Rakewet Jisra’el.

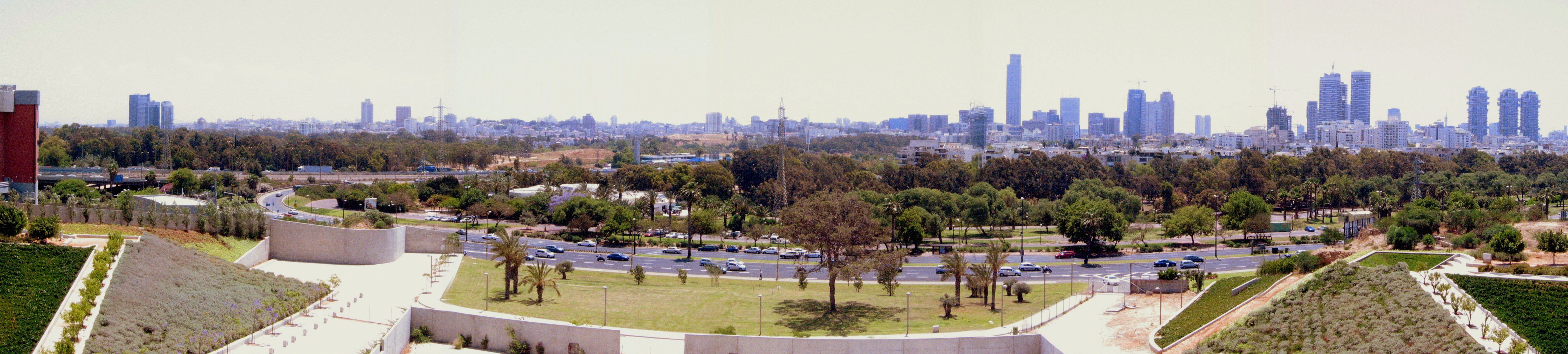
Panorama Tel Awiwu z Centrum Icchaka Rabina